# Otto Brandenburg (Eishockeyspieler)
Otto Brandenburg (* 11. Februar 1923 in Köln; † 24. Januar 2010 ebenda) war ein deutscher Eishockeyspieler und -trainer.

## Karriere
Otto Brandenburg trat 1936 dem Kölner EK bei, für den er bis 1950 spielte. Danach wechselte er zu Preussen Krefeld, bevor er von 1955 wieder zum Kölner EK wechselte. Dort beendete er seine aktive Karriere als Spieler. 1951 wurde er mit den Krefeldern Deutscher Meister. Nach dem Ende seiner aktiven Spielerkarriere betreute Otto Brandenburg die Mannschaft des Kölner EK als Trainer.

### International
Brandenburg bestritt neun Einsätze für die Nationalmannschaft, nahm an der Weltmeisterschaft 1953 teil und war damit der erste Nationalspieler aus Köln.
Er starb 2010 kurz vor seinem 87. Geburtstag. Seine Grabstätte befindet sich auf dem Kölner Melaten-Friedhof.